# Gran Premio de Alemania del Este de Motociclismo de 1969
El Gran Premio de Alemania del Este de Motociclismo de 1969 fue la séptima prueba de la temporada 1969 del Campeonato Mundial de Motociclismo. El Gran Premio se disputó el 13 de julio de 1969 en el Circuito de Sachsenring.
Durante los entrenamientos de 350 cc, Bill Ivy se estrelló contra un muro a causa de un fallo de la moto mientras se ajustaba el casco. Murió tres horas después en el hospital.

## Resultados 500cc
En la categoría reina, Giacomo Agostini se aseguró el título mundial de la categoría después de ganar en todos los Grandes Premios de la temporada.a En esta fue ayudado por la organización ya que algunos de los mejores pilotos no pudieron inscribirse porque la organización solo pudo enviar las confirmaciones de inicio con una semana de anticipación. Los primeros como Godfrey Nash y Alan Barnett estuvieron ausentes. También fue una carrera pasada por agua y hombres como Karl Auer (Matchless), se cayeron cuando rodaba segundo por detrás Agostini. La batalla por el tercer lugar mostró claramente que los "grandes" no participaban, porque fue un duelo entre Terry Dennehy con su Drixton de dos cilindros-Honda CB 450, Juri Randla con el Vostok, Jack Findlay (LinTo) y Gyula Marsovszky (LinTo). Las LinTo sufrieron sendas caídas mientras que Randla se retiró con problemas de carburación. Auer regresó en segundo lugar, seguido por Dennehy y Billie Nelson. La suerte estaba echada pero en la penúltima vuelta, Auer se cayó debido a una válvula rota y Dennehy se quedó sin gasolina. Como resultado, el segundo lugar fue para Nelson y el tercer lugar para Steve Ellis (LinTo). Dennehy pudo terminar quinto.
| Pos.    | Piloto             | Equipo             | Tiempo     | Pts. |
| ------- | ------------------ | ------------------ | ---------- | ---- |
| 1       | Giacomo Agostini   | MV Agusta          | 1:08"09'7  | 15   |
| 2       | Billie Nelson      | Paton              | +1 Vuelta  | 12   |
| 3       | Steve Ellis        | LinTo              | +1 Vuelta  | 10   |
| 4       | Werner Bergold     | McIntyre-Matchless | +1 Vuelta  | 8    |
| 5       | Terry Dennehy      | Drixton-Honda      | +1 Vuelta  | 6    |
| 6       | Phil O'Brien       | Matchless          | +2 Vueltas | 5    |
| 7       | Maurice Hawthorne  | Métisse-Aermacchi  | +2 Vueltas | 4    |
| 8       | Pentti Lehtelä     | Matchless          | +2 Vueltas | 3    |
| 9       | Jack Lindh         | Seeley-Matchless   | +2 Vueltas | 2    |
| 10      | Endel Kiisa        | Vostok             | +2 Vueltas | 1    |
| 11      | Ross Hannan        | Norton             |            |      |
| 12      | Bosse Granath      | Husqvarna          |            |      |
| Ret     | Karl Auer          | Matchless          | Ret        |      |
| Ret     | Jack Findlay       | Matchless          | Ret        |      |
| Ret     | Gyula Marsovszky   | LinTo              | Ret        |      |
| Ret     | Karl Hoppe         | Seeley-Fath        | Ret        |      |
| Ret     | André-Luc Appietto | Paton              | Ret        |      |
| Ret     | Steve Spencer      | Métisse-Matchless  | Ret        |      |
| Ret     | Alberto Pagani     | LinTo              | Ret        |      |
| Ret     | Emanuele Maugliani | Norton             | Ret        |      |
| Ret     | Franco Trabalzini  | Paton              | Ret        |      |
| Ret     | Keith Turner       | LinTo              | Ret        |      |
| Ret     | Gordon Keith       | Yamaha             | Ret        |      |
| Ret     | Jüri Randla        | Vostok             | Ret        |      |
| Fuente: |                    |                    |            |      |

## Resultados 350cc
Antes del comienzo de la carrera de 350cc, se pusieron flores en el cajón de inicio de Bill Ivy. Jawa retiró a su equipo después de que Bill falleciera durante el entrenamiento. La lluvia no fue muy intensa y no afectó al resultado, al menos en lo que respecta a los primeros tres lugares. Giacomo Agostini inmediatamente tomó la delantera, seguido de Rodney Gould que perdió lentamente la conexión mientras que Heinz Rosner (MZ) acabó tercero.
| Pos. | Piloto            | Moto      | Tiempo      | Pts. |
| ---- | ----------------- | --------- | ----------- | ---- |
| 1    | Giacomo Agostini  | MV Agusta | 1:02:28.500 | 15   |
| 2    | Rodney Gould      | Yamaha    | +48.800     | 12   |
| 3    | Heinz Rosner      | MZ        | +1'38"4     | 10   |
| 4    | Giuseppe Visenzi  | Yamaha    | +3'09"7     | 8    |
| 5    | Bohumil Staša     | ČZ        | +3'40"5     | 6    |
| 6    | Marty Lunde       | Yamaha    | +1 Vuelta   | 5    |
| 7    | Kelvin Carruthers | Aermacchi | +1 Vuelta   | 4    |
| 8    | Billie Nelson     | Aermacchi | +1 Vuelta   | 3    |
| 9    | Dave Simmonds     | Kawasaki  | +1 Vuelta   | 2    |
| 10   | Martti Pesonen    | Yamaha    | +1 Vuelta   | 1    |
| 11   | Karel Bojer       | ČZ        | +2 Vueltas  |      |
| 12   | Bosse Granath     | Husqvarna | +2 Vueltas  |      |
| 13   | Franco Ringhini   | Aermacchi | +2 Vueltas  |      |
| 14   | Ross Hannan       | Yamaha    | +3 Vueltas  |      |
| Ret  | Jack Findlay      | Yamaha    | Ret         |      |
| Ret  | Silvio Grassetti  | Yamaha    | Ret         |      |
| Ret  | Lewis Young       | Aermacchi | Ret         |      |
| DNS  | Bill Ivy          | Jawa      | DNS         |      |

## Resultados 250cc
En el cuarto de litro, Heinz Rosner se había recuperado de su fractura de clavícula e inmediatamente tomó la iniciativa. Santiago Herrero y Renzo Pasolini le siguieron, mientras que la lucha por el cuarto lugar eswtaba protagonizada por Rodney Gould, Kel Carruthers y Kent Andersson. Herrero tomó la delantera en la tercera vuelta y Pasolini se colocó segundo. En la sexta vuelta, Rosner tuvo que ir a boxes para cambiar una bujía. Sin embargo, cuando volvió a la pista, rápidamente logró volver a ocupar el tercer lugar. En la ronda final, Herrero y Pasolini pelearon por el liderato y finalmente Pasolini ganó con una pequeña ventaja. En la clasificación general, Herrero continua liderando la general.
| Pos. | Piloto                | Moto            | Tiempo      | Pts. |
| ---- | --------------------- | --------------- | ----------- | ---- |
| 1    | Renzo Pasolini        | Benelli         | 51:41.200   | 15   |
| 2    | Santiago Herrero      | OSSA            | +0.300      | 12   |
| 3    | Heinz Rosner          | MZ              | +1:31.800   | 10   |
| 4    | Kent Andersson        | Yamaha          | +1:36.600   | 8    |
| 5    | Kelvin Carruthers     | Benelli         | +1:50.700   | 6    |
| 6    | Börje Jansson         | Kawasaki-Yamaha | +3:13.600   | 5    |
| 7    | Lothar John           | Yamaha          | + 1 Vuelta  | 4    |
| 8    | Martti Pesonen        | Yamaha          | + 1 Vuelta  | 3    |
| 9    | Keith Turner          | Aermacchi       | + 1 Vuelta  | 2    |
| 10   | Günter Bartusch       | MZ              | + 1 Vuelta  | 1    |
| 11   | Carlos Giró           | OSSA            | + 1 Vuelta  |      |
| 12   | Manfred Fuchs         | MZ              | + 2 Vueltas |      |
| 13   | Matti Salonen         | Yamaha          | +3 Vueltas  |      |
| 14   | Hans-Joachim Schnürer | MZ              | +4 Vueltas  |      |
| 15   | Jörg Höpfner          | MZ              | +5 Vueltas  |      |
| 16   | Helmut Gläss          | MZ              |             |      |
| 17   | Jürgen Rauch          | MZ              | +9 Vueltas  |      |
| Ret  | Rodney Gould          | Yamaha          | Ret         |      |
| Ret  | Giuseppe Visenzi      | Yamaha          | Ret         |      |
| Ret  | Silvio Grassetti      | Yamaha          | Ret         |      |
| DNS  | František Šťastný     | Jawa            | DNS         |      |

## Resultados 125cc
En el octavo de litro, Dave Simmonds también ganó aquí y se proclamó campeón matemáticamente a cuatro carreras para el final de la temporada. Sin embargo, la carrera fue liderada primeramente por Dieter Braun, quien, como alemán occidental, fue acogido con entusiasmo por el público alemán oriental. Poco antes del final de la carrera, su cigüeñal se rompió. Günter Bartusch estuvo en tercer lugar durante mucho tiempo, pero con su MZ también se retiró y el austríaco Heinz Kriwanek quedó en segundo lugar con su moto de autoconstrucción, justo por delante de Friedhelm Kohlar (MZ).
| Pos. | Piloto             | Moto     | Tiempo     | Pts. |
| ---- | ------------------ | -------- | ---------- | ---- |
| 1    | Dave Simmonds      | Kawasaki | 43:28.700  | 15   |
| 2    | Heinz Kriwanek     | Rotax    | +1:16.100  | 12   |
| 3    | Friedhelm Kohlar   | MZ       | +1:16.300  | 10   |
| 4    | Ryszard Mankiewicz | MZ       | +1:28.400  | 8    |
| 5    | Cees van Dongen    | Suzuki   | +1:41.900  | 6    |
| 6    | Thomas Heuschkel   | MZ       | +1:44.800  | 5    |
| 7    | Kent Andersson     | Maico    | +1:55.100  | 4    |
| 8    | Lothar John        | MZ       | +2:38.200  | 3    |
| 9    | Börje Jansson      | Maico    | +3:07.500  | 2    |
| 10   | Hartmut Bischoff   | MZ       | +3:30.000  | 1    |
| 11   | Dieter Braun       | Suzuki   | + 1 Vuelta |      |
| 12   | Jurgen Lenk        | MZ       | + 1 Vuelta |      |
| 13   | Ingo Köppe         | MZ       |            |      |
| 14   | Klaus Langfritz    | MZ       |            |      |
| 15   | Janos Reisz        | MZ       |            |      |
| 16   | Hartmut Wrentzsch  | MZ       |            |      |
| 17   | Gerd Klimek        | Rotax    |            |      |
| 18   | Klaus Wagner       | MZ       |            |      |
| 19   | Dieter Lange       | MZ       |            |      |
| 20   | Jürgen Böttcher    | MZ       |            |      |
| Ret  | Günter Bartusch    | MZ       | Ret        |      |

## Resultados 50cc
Las mejoras en la Jamathi de Aalt Toersen con las que había tenido éxito en Bélgica también dieron sus frutos en este Gran Premio. Después de cuatro vueltas ya tenía una ventaja de 12 segundos sobre pista mojada e, incluso mejoró el récord de la pista. El carburador de Ángel Nieto se configuró incorrectamente y tuvo que hacer un esfuerzo para seguir los pasos de Jos Schurgers y Martin Mijwaart. En la última vuelta, Schurgers se alejó por 1 segundo y el español logró vencer a Mijwaart en la línea de meta y se convirtió en tercero, pero perdió unos valiosos puntos del Campeonato Mundial.
| Pos. | Piloto              | Moto       | Tiempo    | Pts. |
| ---- | ------------------- | ---------- | --------- | ---- |
| 1    | Ángel Nieto         | Derbi      | 28:20.700 | 15   |
| 2    | Santiago Herrero    | Derbi      | +4.600    | 12   |
| 3    | Aalt Toersen        | Kreidler   | +21.000   | 10   |
| 4    | Rudolf Kunz         | Kreidler   | +22.500   | 8    |
| 5    | Jan de Vries        | Kreidler   | +38.900   | 6    |
| 6    | Eugenio Lazzarini   | Morbidelli | +56"6     | 5    |
| 7    | Barry Smith         | Derbi      | +59"9     | 4    |
| 8    | Ludwig Fassbender   | Kreidler   | +1'00"8   | 3    |
| 9    | Gilberto Parlotti   | Tomos      | +1'01"1   | 2    |
| 10   | Franco Ringhini     | Morbidelli | +1'50"1   | 1    |
| 11   | Adrijan Bernetic    | Tomos      | +3'19"9   |      |
| 12   | Bernard Hausel      | Kreidler   | +1 Vuelta |      |
| 13   | Bernd Göpfert       | Samson     | +1 Vuelta |      |
| 14   | Han Leenheer        | Kreidler   | +1 Vuelta |      |
| 15   | Jean-Louis Pasquier | Rabassa    | +1 Vuelta |      |
| 16   | Karl Henschel       | Sachs      | +1 Vuelta |      |
| 17   | Peter Müller        | Zundapp    | +1 Vuelta |      |